# Ruggero I Sanseverino
Ruggero I Sanseverino, conosciuto come Ruggero di Sanseverino o di San Severino (1065 circa – Cava de' Tirreni, 1125), è stato un nobile e religioso normanno.
Primogenito di Turgisio di Sanseverino, ereditò i possedimenti e titoli dal padre, e il castello di San Severino da cui prese il nomen familiae.

## Biografia
Era il primo di cinque figli (Silvano, Troisio junoiores, Roberto e Deletta), fu il capostipite (insieme a suo padre) che diede il nome alla illustre e potente famiglia dei Sanseverino, che governò per diversi secoli nelle terre dell'Italia meridionale, stringendo rapporti con le maggiori famiglie reali, e rimanendo al centro dei maggiori eventi storici del sud Italia.

La casata ebbe origine dal cavaliere normanno Turgisio, discendente dai duchi di Normandia, che ebbe in dono da Roberto il Guiscardo la contea di Rota (l'odierna Mercato San Severino), posta in una posizione strategica che poneva in comunicazione il Principato di Salerno con il Ducato di Napoli e di Benevento. Avendo questi stabilito la sua dimora nel Castello di Sanseverino che si trovava nei suoi nuovi possedimenti, ne assunse anche il nome. Per la fedeltà al Papa ed al partito guelfo, la famiglia fu quasi distrutta prima dagli Svevi e poi dai Durazzo, ma riuscì sempre a sopravvivere ed a ritornare all'antico splendore.

### La famiglia di Ruggero I
Ruggero sposò la longobarda Sica, nipote di Guaimario IV di Salerno principe di Salerno e figlia del conte Landolfo. Secondo le fonti ebbero non meno di quattro figli: Enrico, Troisio, Ruggero e Riccardo. Inoltre vi fu un figlio naturale, Tancredi e uno illegittimo, Roberto.
Ereditò dal padre, il titolo di conte di Rota e Signore di San Severino e di altri feudi. Poche notizie riguardanti il suo governo, sono affiliate al castello di Montoro, da lui posseduto almeno dal 1097. Partecipò ad un’assemblea di investitura, del 1109, durante la quale il signore di Monteforte, Guglielmo Carbone, giurò fedeltà a Roberto, figliastro di Ruggero. Guglielmo fu investito delle terre situate nei pressi di San Severino, Lauro e Forino.
Ruggero legò la storia della propria famiglia ai monaci della Santissima Trinità di Cava de’ Tirreni, a cui cedette più volte appezzamenti di feudi e terre, senza esimersi da concedere favori signorili. Prima donazione è stata la chiesa di Santa Maria di Roccapiemonte, avvenuta nel 1081, e di sette terreni annessi, nel 1083. Nel 1111, difese il monastero di Cava dalle pretese di Giordano II, conte di Nocera, che ne rivendicava le donazioni fatte in precedenza: entrambi si confrontarono in un'assemblea organizzata dal duca Ruggero Borsa
Il rapporto con i monaci cavesi fu tuttavia contraddittorio. Infatti lo accusarono più volte di maltrattamenti e molestie anche morali ai propri coloni. L'intervento di mediazione dell'abate Pietro calmò le acque e nel 1114, a Ruggero fu affidata la custodia del castello di Sant'Auditore. Nel 1116, dopo aver donato al monastero il casale di Selefone del Cilento, gli concesse una parte del monastero di San Giorgio, dopo ulteriori proteste.Secondo la tradizione, poco dopo il giugno del 1121, Sanseverino decise, dopo quarant'anni di rapporti religiosi, di spogliarsi dei suoi beni, prendendo l’abito monastico proprio a Cava, dove morì nel 1125.
|                                  |                                  |                                                   |                                                   |                                   |                                                                               |                                                                               |          |          |         |         |         |         |          |          |
|                                  |                                  |                                                   |                                                   |                                   |                                                                               | Ruggero I † marzo 1125 a Cava sp. Silca di Salerno                            |          |          |         |         |         |         |          |          |
|                                  |                                  |                                                   |                                                   |                                   |                                                                               |                                                                               |          |          |         |         |         |         |          |          |
|                                  |                                  |                                                   |                                                   |                                   |                                                                               |                                                                               |          |          |         |         |         |         |          |          |
| Turgisio † incidente, da giovane | Turgisio † incidente, da giovane | Roberto I, signore di Lauro sp. Saracena († 1178) | Roberto I, signore di Lauro sp. Saracena († 1178) |                                   | Enrico, signore di Sanseverino (1099 ca. † 31 agosto 1150) sp. Fenicia † 1162 | Enrico, signore di Sanseverino (1099 ca. † 31 agosto 1150) sp. Fenicia † 1162 | Tancredi | Tancredi | Troisio | Troisio | Ruggero | Ruggero | Riccardo | Riccardo |
|                                  |                                  |                                                   |                                                   |                                   |                                                                               |                                                                               |          |          |         |         |         |         |          |          |
|                                  |                                  |                                                   |                                                   |                                   |                                                                               |                                                                               |          |          |         |         |         |         |          |          |
|                                  | Roberto II                       | Roberto II                                        | Guglielmo sp. Isabella di Sicilia                 | Guglielmo sp. Isabella di Sicilia | Guglielmo                                                                     | Guglielmo                                                                     |          |          |         |         |         |         |          |          |